# Repubblica di Haiti (1820-1849)
La Repubblica di Haiti dal 1820 al 1849 fu l'effettiva continuazione della prima Repubblica di Haiti che aveva tenuto il controllo sul paese dal 1806. Questo periodo della storia di Haiti è iniziato col crollo del regno di Haiti nella parte settentrionale e la riunificazione dell'isola nel 1820 ad opera di Jean-Pierre Boyer. Questo stesso periodo comportò anche l'occupazione haitiana di Santo Domingo dal 1822 al 1844 creando un'entità politica unitaria sull'isola di Hispaniola. Per quanto la repubblica in questo secondo periodo venne dominata dall'autoritarismo di Boyer (venne proclamato presidente a vita sino al 1843), venne destinata a cadere nel 1849 quando il presidente Faustin Soulouque si autoproclamò imperatore, dando così inizio al Secondo Impero di Haiti.

## Antefatto
Dopo l'assassinio dell'imperatore Dessalines nel 1806, il primo impero di Haiti collassò e venne diviso in due territori dai generali di Dessalines.
Inizialmente, Henri Christophe venne eletto presidente con poteri limitati. Dopo che Christophe tentò di ottenere ancora più potere, si ribellò a Alexandre Pétion che difendeva la capitale di Port-au-Prince. Christophe consolidò il proprio potere a Cap-Haïtien, a nord, e fondò lo Stato di Haiti prima di dichiararsi presidente a vita nel 1807. A sud, il senato elesse Pétion alla carica di presidente della prima Repubblica di Haiti. Le due Haiti entrarono in un periodo di stallo. Nel 1811, lo Stato di Haiti divenne il Regno di Haiti quando Christophe si autoproclamò sovrano.
Pétion, grazie al controllo del senato, si dichiarò presidente a vita della repubblica di Haiti nel 1816. Il 29 marzo 1818, Pétion morì ed il titolo di presidente a vita passò al comandante della sua guardia personale, Jean-Pierre Boyer, il quale riuscì pure ad ottenere il supporto del senato locale. Nel regno di Haiti a nord, Christophe subì un pesante infarto il 15 agosto 1820 che lo lasciò parzialmente paralizzato. In questa debolezza, i dissidenti coltivarono l'idea di una rivoluzione nel regno e Boyer sfruttò quest'occasione per marciare a nord con il suo esercito. Abbandonato dalla sua guardia personale ed aspettandosi un'inevitabile insurrezione, il 7 ottobre 1820, Christophe si suicidò con un colpo di pistola. Boyer giunse a Cap-Haitien il 20 ottobre 1820 e riunì formalmente le due Haiti in un'unica repubblica senza ulteriori ostilità.

## Storia

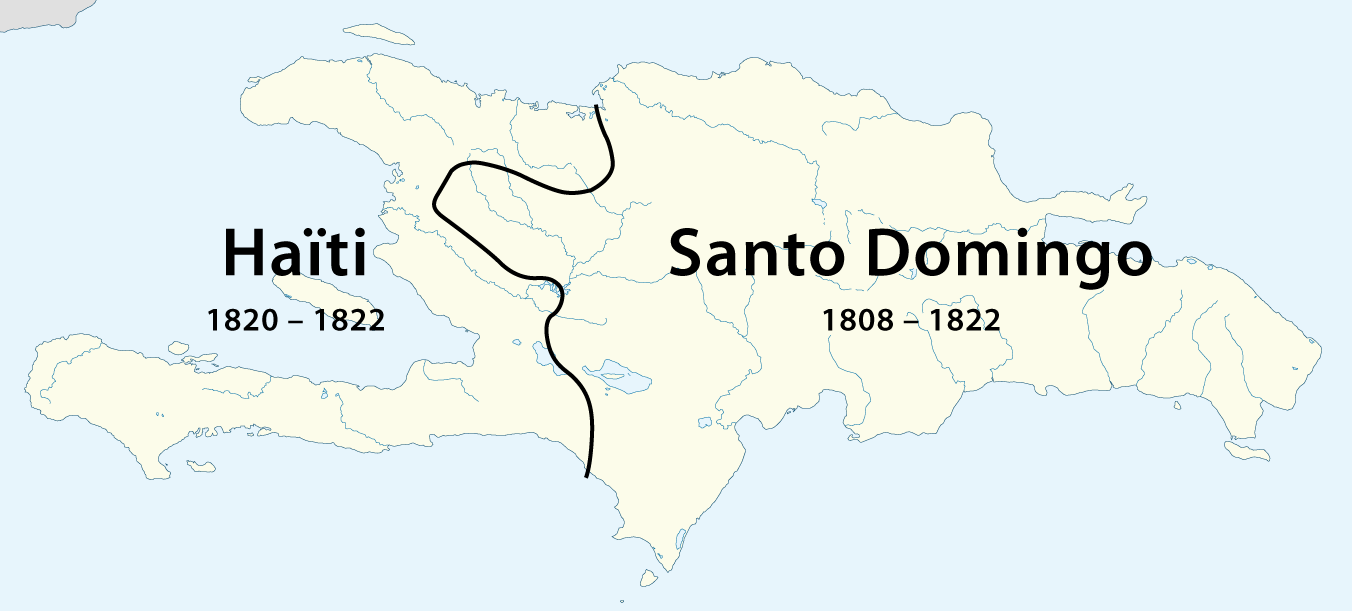
Per i primi 16 mesi dopo la riunificazione di Haiti, la repubblica controllava de facto solo la parte occidentale dell'isola di Hispaniola.

### L'unificazione di Hispaniola
Nella parte orientale di Hispaniola, José Núñez de Cáceres dichiarò l'indipendenza della colonia come Repubblica spagnola di Haiti il 1º dicembre 1821, e fece di tutto per unirsi alla Repubblica della Gran Colombia. Nove settimane dopo, le forze haitiane guidate da Jean-Pierre Boyer entrarono nel nuovo stato ed occuparono Santo Domingo il 9 febbraio 1822. L'occupazione militare di Santo Domingo perdurò per i successivi 22 anni, sino alla caduta di Boyer.

### Il regno di Boyer

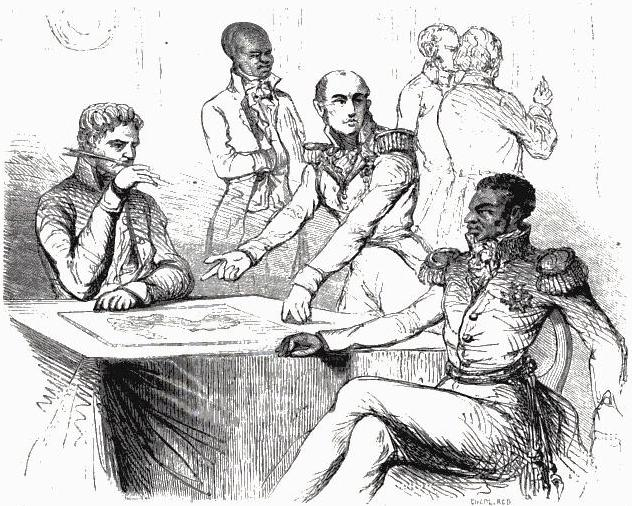
Boyer (a destra) ed il barone di Mackau (a sinistra) negoziano il trattato franco-haitiano del 1825.

Dopo l'annessione dell'Haiti spagnola, Boyer prese i pieni poteri col titolo di "Capo Supremo della Nazione" col diritto di scegliere il proprio successore.
Nei due decenni che seguirono la rivoluzione haitiana e l'espulsione del governo coloniale francese nel 1804, l'indipendenza de facto di Haiti non venne riconosciuta dalle potenze del mondo. Nel 1825 re Carlo X di Francia disse che la sua nazione voleva essere ricompensata di 150.000.000 di franchi francesi pagabili in cinque anni in cambio del riconoscimento dell'indipendenza haitiana. Sotto minaccia di un'invasione, Boyer concordò e nel 1826 Haiti venne riconosciuta da quasi tutte le potenze del mondo ad eccezione degli Stati Uniti d'America. Per mantenersi al passo coi pagamenti dovuti alla Francia, Boyer dovette emettere una tassa speciale e prendere in prestito 30.000.000 di franchi da una banca francese con interessi al 6%, chiedendo nel contempo una riduzione del debito. Carlo X a sua volta chiese la riduzione del 50% delle tasse per i prodotti locali esportati in Francia. Il debito venne ridotto a 600.000 franchi pagabili in trent'anni, nel febbraio del 1838. Durante il regno di Boyer, l'economia di Haiti si spostò dalla produzione ed esportazione della canna da zucchero a quella del caffè.

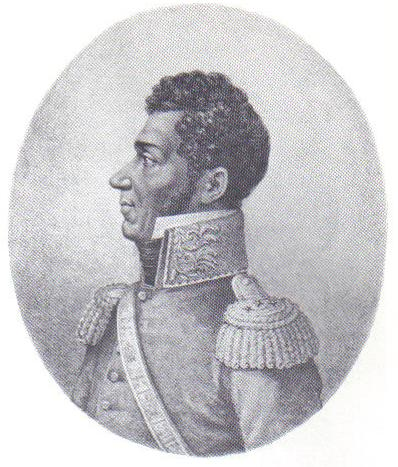
Ritratto di Jean-Pierre Boyer.

Boyer ed i suoi ministri, Jérôme-Maximilien Borgella e Jonathas Granville, vennero coinvolti fortemente nella migrazione di massa dei neri d'America verso Haiti. Loring D. Dewey della American Colonization Society (ACS) era stato chiamato dagli Stati Uniti per favorire l'emigrazione verso Haiti anziché appoggiare la strategia alternativa di far trasmigrare gli ex schiavi in Liberia. Dal settembre del 1824, circa 6000 americani, in gran parte persone libere e di colore, migrarono verso Haiti in un solo anno. Per la povertà dell'isola e l'incapacità amministrativa di Boyer nel dare adeguato supporto ai nuovi immigrati, gran parte di questi tornarono negli Stati Uniti entro breve.

### La caduta di Boyer
Le misure autoritarie di Boyer gli causarono una sostanziale perdita del consenso popolare e nel 1842 sorsero delle rivolte presso Praslin, non lontano da Les Cayes, guidate dal generale Charles Rivière-Hérard. Boyer tentò di schiacciare la rivolta, ma di fronte alla perdita del consenso non aveva speranze di vittoria e per questo si dimise nel 1843 e si ritirò in esilio in Giamaica.

### Il ritorno della Repubblica
Charles Rivière-Hérard si autoproclamò presidente a vita ma il suo regno perdurò sino al maggio del 1844. Nel mese successivo alla partenza di Boyer, Santo Domingo sfruttò la situazione caotica per espellere i militari haitiani dalla parte orientale dell'isola di Hispaniola nel 1844 e dare inizio così alla guerra d'indipendenza dominicana. Durante gli ultimi cinque anni di vita della repubblica di Haiti, il governo del paese venne ancora una volta limitato alla parte occidentale dell'isola, mentre la parte orientale divenne indipendente. Dopo Rivière-Hérard, salirono al potere altri quattro presidenti della repubblica di Haiti sino a quando Faustin Soulouque non venne eletto presidente a vita nel 1847.

### La fine della Repubblica
Il 25 agosto 1849, Soulouque venne proclamato imperatore di Haiti e venne così disciolta la repubblica di Haiti. Alla sua cerimonia d'incoronazione il 18 aprile 1852, Soulouque divenne imperatore col nome di Faustino I. L'imperatore creò una nuova classe aristocratica di cui si circondò ed iniziò un periodo nella storia haitiana noto come secondo impero haitiano.